# Allium sinkiangense
Allium sinkiangense là một loài thực vật có hoa trong họ Amaryllidaceae. Loài này được F.T.Wang & Y.C.Tang mô tả khoa học đầu tiên năm 1980.